# 결혼하는 남자
《결혼하는 남자》(영어: The Marrying Man 혹은 영어: Too Hot to Handle)는 미국에서 제작된 제리 리스 감독의 1991년 로맨틱 코미디 영화이다. 앨릭 볼드윈, 킴 베이싱어, 로버트 로자, 엘리자베스 슈 등이 출연하였고, 데이비드 퍼멋 등이 제작에 참여하였다.

## 줄거리
할리우드 거물의 딸 어델과 약혼한 재벌 후계자 찰리는 라스베이거스로 총각 파티를 떠났다가 나이트클럽에서 크루너 비키를 만나 비키의 침실에서 관계를 갖게 된다. 두 사람은 비키의 애인 버그지 시걸에게 현장을 들키고, 버그지 시걸은 복수로 두 사람을 겁박하여 한밤중에 치안 판사 앞에 데려가 강제로 결혼을 시켜 버린다.

## 출연
- 앨릭 볼드윈 - 찰리 펄 역
- 킴 베이싱어 - 비키 앤더슨 역
- 로버트 로자 - 루 호너 역
- 엘리자베스 슈 - 어델 호너 역
- 아먼드 아산티 - 버그지 시걸 역
- 폴 라이저 - 필, 친구 역
- 피셔 스티븐스 - 새미, 친구 역
- 스티브 하이트너 - 조지, 친구 역
- 피터 돕슨 - 토니, 친구 역
- 크리스틴 클로크 - 루이즈 역
- 빅 존 스터드 - 단테이 역

## 기타 제작진
- 공동 제작: 데이비드 스트라이트
- 협력 제작: 도널드 크라이스
- 미술: 윌리엄 F. 매슈스
- 의상: 루스 마이어스